# Galápagos-Seelöwe
Der Galápagos-Seelöwe (Zalophus wollebaeki) ist eine Ohrenrobbe, die allein auf dem Galápagos-Archipel heimisch ist. Die dortige Population umfasst inzwischen 50.000 Tiere. Es war lange Zeit umstritten, ob es sich um eine Unterart des Kalifornischen Seelöwen (Zalophus californianus wollebaeki) handelt.
Bereits 1953 nahm der Zoologe Erling Sivertsen eine neue Einteilung richtungsweisend vor, nachdem er im Museum von Oslo die von dem norwegischen Expeditionsschiff MK Norvegia bereits zwischen 1928 und 1929 gesammelten Schädel und Exponate neu untersucht bzw. klassifiziert hatte.
Eine molekulargenetische Studie des Instituts für Genetik der Universität Köln, des Max-Planck-Instituts für Evolutionsbiologie, Plön (Diethard Tautz) und der Abteilung Verhaltensforschung  der Universität Bielefeld (Fritz Trillmich) kam mehr als 50 Jahre später zu dem Schluss, dass die SNPs der Mitochondrien und Zellkerne eine Auftrennung in mehrere Arten rechtfertigen. Laut molekularer Uhr haben sich der Kalifornische und der Galápagos-Seelöwe vor rund 2,3 (± 0,5) Millionen Jahren getrennt, sodass von einer eigenständigen Art ausgegangen werden muss, zumal es bei den Galápagos-Seelöwen eben nicht den klassischen genetischen Flaschenhals-Effekt der Populationsgenetik gibt.

## Merkmale
Der Galápagos-Seelöwe ähnelt seinem Verwandten, dem Kalifornischen Seelöwen, auf den ersten Blick. Die Unterschiede ergeben sich in der Körpergröße und der Morphologie des Schädels, bei dem die Schnauze länglicher und spitzer als bei seinem kalifornischen Verwandten zuläuft. Die anderen Seelöwenarten weisen dabei im Vergleich regelrechte Bulldoggenschnauzen auf. Die Männchen erreichen eine Länge von 250 bis 270 Zentimeter sowie ein Gewicht von rund 250 Kilogramm. Die Weibchen bleiben hingegen mit 150 bis 170 Zentimeter und einem Gewicht von 60 bis 100 Kilogramm deutlich kleiner und leichter. Ihr Fell kann hellbraune, goldbraune oder graubraune Färbungsspielarten aufweisen, wobei das Fell der weiblichen und juvenilen Tiere eher hellbraune Schattierungen aufweist. Die äußeren Geschlechtsmerkmale sind bei den Weibchen, wie auch bei den Männchen leicht auszumachen. Am besten kann man adulte Männchen durch ihre Größe und vor allem durch ihren Stirnkamm von Weibchen unterscheiden. Weiterhin weisen sie, besonders in der Fortpflanzungszeit, andere Verhaltensmuster auf.

## Verbreitung

Galápagos-Inseln

Die Galápagos-Seelöwen leben im östlichen Pazifik auf den Galapagosinseln rund 1000 km westlich des südamerikanischen Staates Ecuador als endemische Art. Dort sind sie auf allen Inseln der Gruppe über das gesamte Jahr hin anzutreffen. Wie ihr Name bereits suggeriert, bleiben die Galápagos-Seelöwen im Wesentlichen standortgebunden. Allerdings haben sich jedoch auch in den letzten 30 Jahren Kolonien außerhalb der Galápagos angesiedelt: 1986 auf der Isla de la Plata unweit der Küste Ecuadors, umherstreifende Einzelgänger wurden von der ecuadorianischen Küste aus nördlich der Insel Gorgona in Kolumbien gesichtet. Außerdem gibt es einen Sichtungsbericht von der Isla del Coco ungefähr 500 km südwestlich von Costa Rica.

## Lebensweise

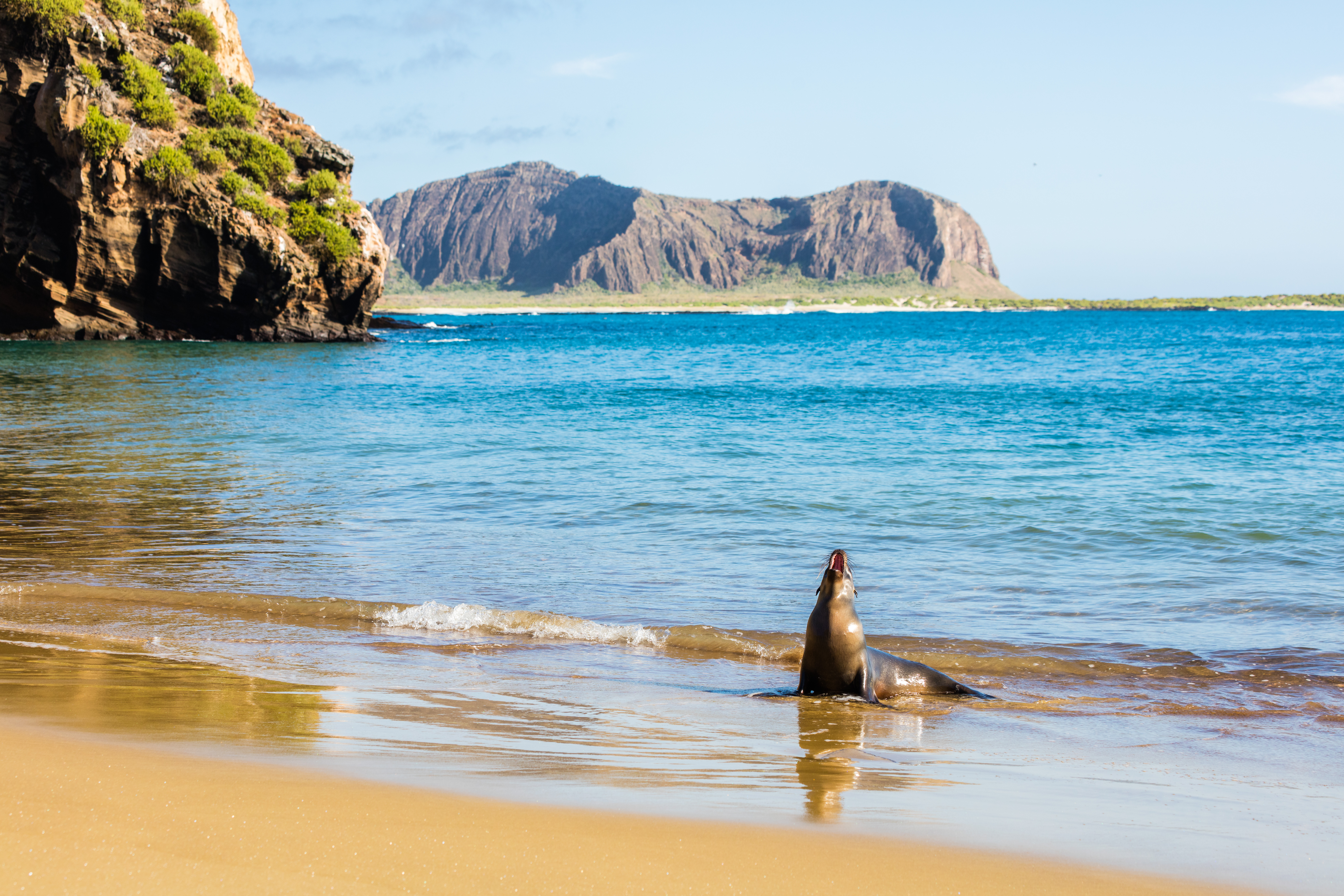
Galápagos-Seelöwe auf San Cristóbal

Im Unterschied zu den Kalifornischen Seelöwen leben sie im Umfeld der Küstenlinien von Lavafeldern, da Sandstrände auf den Galápagos-Inseln kaum vorhanden sind. Dort entstehen jedoch die meisten touristischen Aufnahmen, sodass man die Tiere auf Bildern meist in diesem Umfeld sieht.

### Ernährung
Über die Ernährungsweise der Galápagos-Seelöwen liegen bis dato noch keine zufriedenstellenden empirischen Untersuchungen vor. Stichprobenartige Untersuchungen des Mageninhalts einzelner Exemplare legen die Vermutung nahe, dass die Tiere kleinere bis mittelgroße Knochenfische im weiteren Sinne (Osteichthyes) wie Echte Heringe (Clupea pallasii) oder Laternenfische (Myctophidae) erbeuten, wobei sie für letztere Art in größere Tiefen als die üblichen 30–40 m abtauchen müssen. Auch Weichtiere (Mollusca) gehören wohl zu ihrer Ernährung. Allem Anschein nach jagen die Galápagos-Seelöwen nur am Tag.

### Sozialverhalten
Im Gegensatz zu den anderen Seelöwenarten wie z. B. dem Stellerschern Seelöwen (Eumetopias jubatus), die wie die Seebären in einem straffen sozialem Verband leben, finden sich die Galápagos-Seelöwe wie ihre kalifornischen Verwandten in vergleichsweise lockereren Verbänden ohne regelrechte Organisation.

### Fortpflanzung und Aufzucht

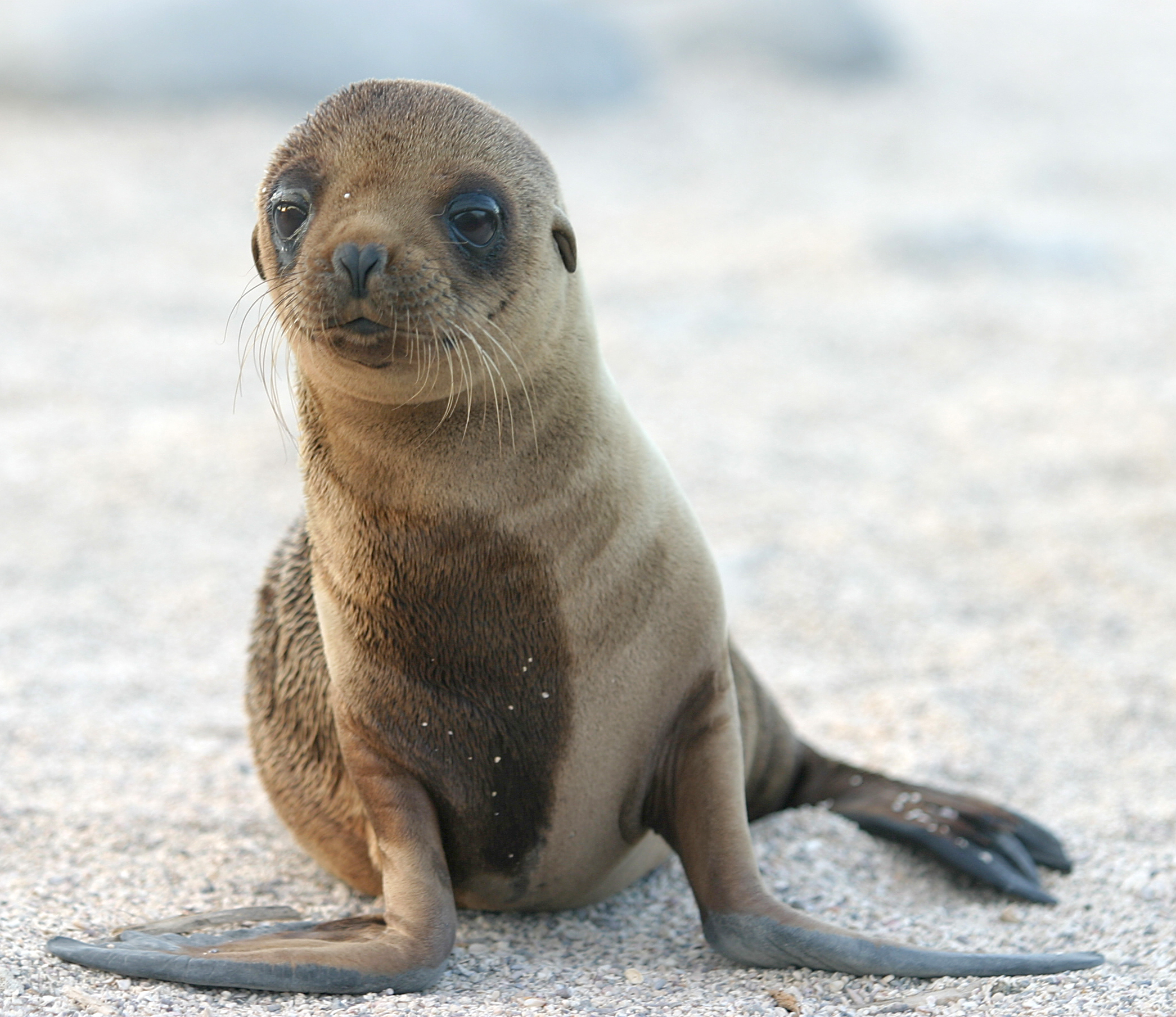
Galápagos-Seelöwen-Junges

Die Bullen genannten Männchen wachen in streng bewachten Ufer- und Wasserzonen über den Harem ihrer Weibchen. Die eigentliche Paarungszeit dauert vom Mai bis zum darauffolgenden Januar. Die Trächtigkeit beträgt 342 bis 365 Tage. Die Weibchen entwöhnen ihre Jungen nach 11 bis 12 Monaten, aber manche säugen ihre Jährlinge neben den Neugeborenen. Die hellbraunen Jungen erlernen zusammen mit anderen Artgenossen im Alter von ein bis zwei Wochen in stilleren Buchten das Schwimmen. Nachdem die Jungen zwei bis drei Wochen alt sind, paart sich das Weibchen erneut. Während am Tag die Weibchen auf Jagd gehen, kommen sie zu Fütterungsintervallen auch während des Tages kurz zurück, um ihre Jungen zu füttern. Ihren eigenen Stoffwechsel fahren sie durch den Aufenthalt im kühlenden Wasser zurück, um sich des Nachts verstärkt um ihre Jungen zu kümmern. Die starken Beziehungsbande zwischen Mutter und Jungen dauern bis zu drei Jahren.

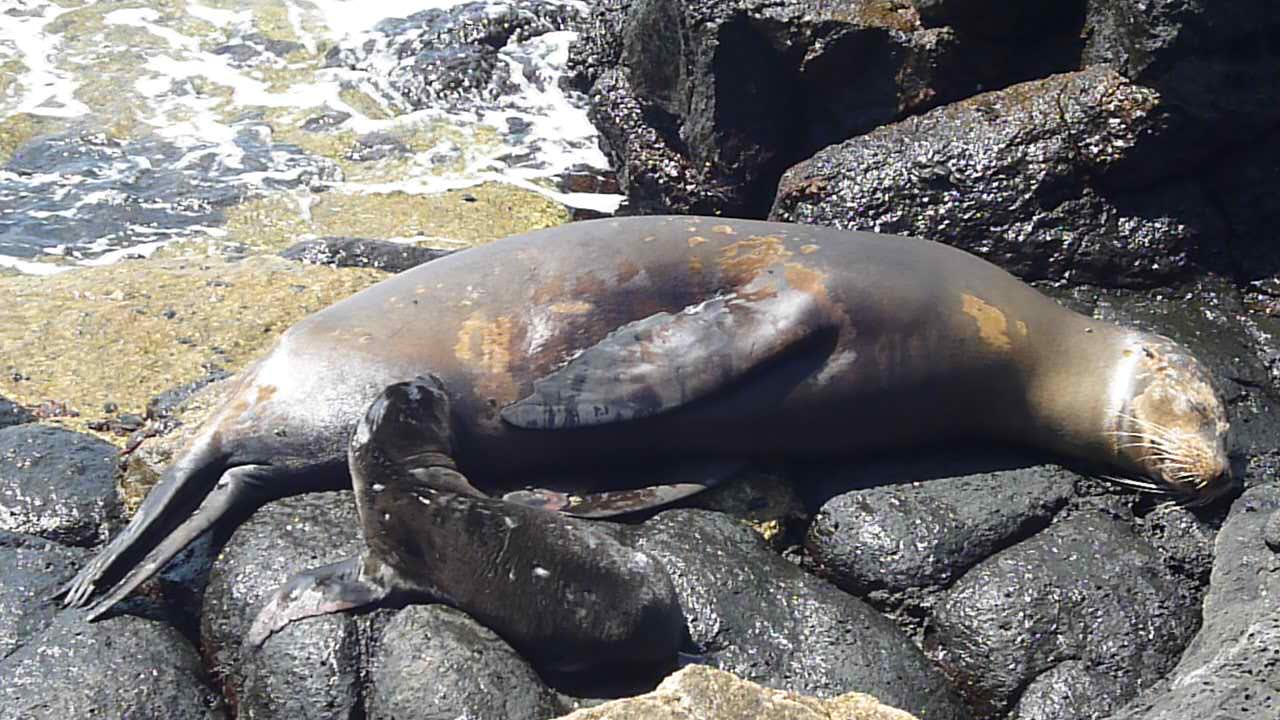
Seymour Norte Galápagos-Seelöwe

## Population und Artenschutz

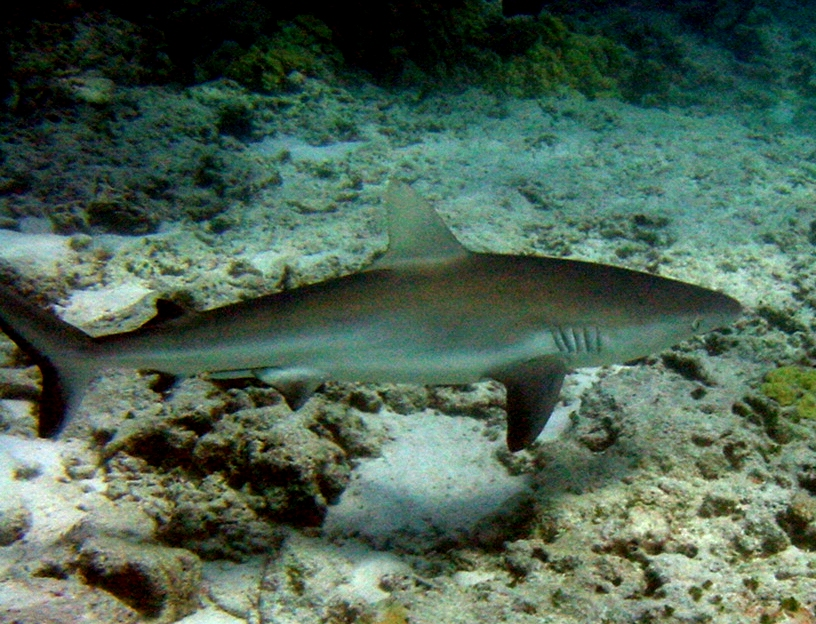
Galapagoshai (Carcharhinus galapagensis)

Die Population der Tiere ist Schwankungen zwischen 20.000 und 50.000 Exemplaren unterworfen. Durch einen Überschuss an Sterbefällen und wegziehenden Tieren aufgrund des El-Niño-Effekts, als die Fischbestände zurückgingen, ging die Population zwischenzeitlich immer wieder zurück. Der Ausbruch eines Pockenvirus und vermehrter Stress bei der Futtersuche kam in den letzten Jahren hinzu. Inzwischen gilt die Population als erholt. Immer wieder tauchen Berichte auf über verwilderte und streunende Hunde, die junge Seelöwen auf den Galápagos gerissen haben sollen. Prädatoren der dortigen Seelöwen sind der Galapagoshai (Carcharhinus galapagensis) und der Schwertwal, wie Wunden und Narben der überlebenden Tiere sowie Filmaufnahmen belegen.
Seit 1996 werden die Galápagos-Seelöwen als bedrohte Tierart auf der Roten Liste der IUCN geführt und wird dort als endangered (stark gefährdet) eingestuft.

## Galápagos-Seelöwen als Forschungsgegenstand und Attraktion für Touristen

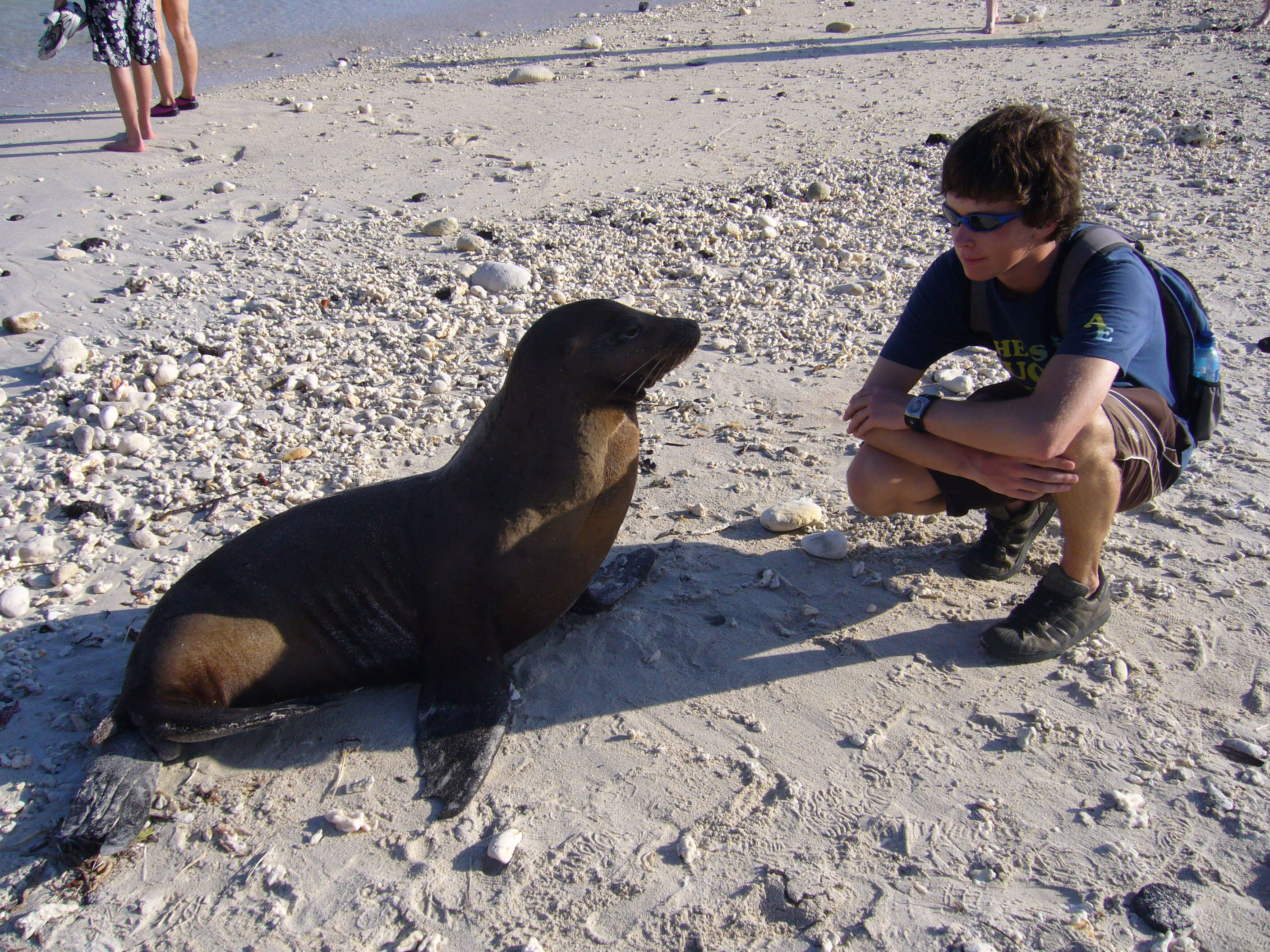
Galápagos-Seelöwe mit Tourist

Menschen gegenüber zeigen sie keine Furcht, womit sie in vergangenen Jahrhunderten wie andere Spezies der Inseln zur Auffrischung des Proviants vorbeifahrender Schiffe geschlachtet wurden. Heute dient die geringe Scheu dem Menschen gegenüber ihrer Erforschung. Bereits Mitte der 1950er Jahre veröffentlichte I. Eibl-Eibesfeldt verschiedene Aufsätze und Dokumentarfilme zu den Galápagos-Seelöwen. Allerdings sind sie gerade heute auch Beobachtungsgegenstand von Touristen, die zwar in beschränkten Mengen kontrolliert durch den Naturpark der Inseln geführt werden, aber letztlich die Bestände beunruhigen können. 
Touristen und Einheimische hingegen berichten, dass Galápagos-Seelöwen neugierig sind und deren Nähe oft suchen und bei den Tieren keine Beunruhigung festzustellen sei. So liegen in den Häfen von Puerto Ayora und Puerto Baquerizo Moreno zahlreiche Tiere in Gruppen und einzeln auf den Hafenanlagen und Sitzbänken und lassen sich durch menschliche Aktivitäten nicht beeindrucken. Neugierige Tiere springen regelmäßig auf ankernde Boote und sind nur schwer zum Verlassen der Boote zu motivieren.
Die touristischen Störmöglichkeiten der Galápagos-Seelöwen im Nationalparkgelände sind eher theoretische Natur. Die vorgeschriebenen Wanderwege auf den Inseln führen zwar teilweise durch lockere Seelöwen-Kolonien, berühren aber nur wenige Prozent der jeweiligen Inselfläche. Beunruhigte Tiere hätten daher viele Optionen, sich in Touristen-freie Gebiete ihrer Heimatinsel zu begeben.
Selbst Tauchern und Schnorchlern gegenüber sind zumindest die verspielten Weibchen gegenüber zutraulich, während die männlichen Paschas auch im Wasser auf der Wahrung ihres Territoriums beharren und dann Tauchern und Schnorchlern gefährlich werden können.